# Lomas de Tejeda
Lomas de Tejeda es una localidad del estado mexicano de Jalisco. Es parte del municipio de Tlajomulco de Zúñiga.

## Demografía
| Gráfica de evolución demográfica |
|                                  |

| Censo | Población |
| ----- | --------- |
| 1900  | 526       |
| 1910  | 459       |
| 1921  | 286       |
| 1930  | 444       |
| 1940  | 444       |
| 1950  | 459       |
| 1960  | 679       |
| 1970  | 761       |
| 1980  | 746       |
| 1990  | 603       |
| 2000  | 1 169     |
| 2010  | 2 773     |
| 2020  | 4 762     |